# Барабанов, Пётр Михайлович
Пётр Миха́йлович Бараба́нов (13 января 1916, Архангельское, Пензенская губерния — 25 февраля 1997, Чаадаевка, Пензенская область) — советский военнослужащий, участник Великой Отечественной войны, полный кавалер ордена Славы, командир отделения 564-го отдельного саперного батальона 283-й стрелковой дивизии, сержант — на момент представления к награждению орденом Славы 1-й степени.

## Биография
Родился 13 января 1916 года в селе Архангельское (ныне — в Городищенском районе Пензенской области). Окончил 3 класса. С двенадцати лет работал в поле наравне со взрослыми. Когда образовался колхоз, окончил курсы и работал в колхозе трактористом.
В 1941 году с началом войны был призван в Красную Армию. Весь боевой путь прошел в составе 564-го отдельного саперного батальона 283-й стрелковой дивизии. Около двух месяцев опытные командиры учили молодых солдат саперному делу. В боях Великой Отечественной войны с декабря 1941 года. Воевал на Брянском, Белорусском, 1-м и 2-м Белорусских фронтах. Член ВКП/КПСС с 1943 года.
Летом 1943 года в составе дивизии младший сержант Барабанов участвовал в Курской битве. Развивая наступление, 23 июля передовые части вышли на Оку и приступили к её форсированию. Бойцы, возглавляемые младшим сержантом Барабановым, под огнём противника строили деревянный мост. Во время авианалета от разорвавшейся рядом бомбы один пролёт вырвало. Барабанов, рискуя жизнью, бросился в воду и с помощью товарищей восстановил разрушенный пролёт. По мосту тотчас же устремились танки, артиллерия, пехота. За высокое боевое мастерство и мужество младший сержант Барабанов был награждён медалью «За отвагу».
Развивая успех, 283-я стрелковая дивизия устремилась на запад и 30 сентября 1943 года вышла на восточный берег реки Сож в районе южнее города Пропойск, захватив плацдарм на её западном берегу. Завязались упорные бои на реке Сож. Развивая наступление, в конце ноября дивизия вышла к Днепру.
21 ноября 1943 года сержант Барабанов проделал проход в проволочном заграждении и обезвредил 17 противотанковых мин. Во время атаки одним из первых ворвался в траншею врага и захватил в плен 2-х солдат. 24 ноября, разгромив встречные части противника, дивизия вышла к берегам реки Днепр, перерезала шоссейную дорогу Могилев-Гомель, освободила деревню Селец-Холопеево и захватила плацдарм на западном берегу реки Днепр. В бою в районе деревни Селец-Холопеево Барабанов сразил 4-х противников и 2-х пленил.
Приказом командира 283-й стрелковой дивизии от 11 декабря 1943 года за отличные действия в ходе наступления от Оки до Днепра сержант Барабанов Пётр Михайлович награждён орденом Славы 3-й степени.
Всю зиму и весну 1944 года дивизия стояла в обороне. Боевая работа саперов продолжалась, одной из задач было обеспечение разведывательных поисков и разминирование минных полей.
21 февраля 1944 года в районе населенного пункта Хомичи сержант Барабанов со своим отделением, проделав ночью проход в проволочном заграждении, первым бросился в атаку и нанес врагу урон. Будучи раненным, поле боя не покинул.
Приказом по войскам 3-й армии от 6 марта 1944 года сержант Барабанов Пётр Михайлович награждён орденом Славы 2-й степени.
Летом 1944 года дивизия в составе войск 1-го Белорусского фронта перешла в наступление на бобруйском направлении. Тысячи мин сняли на дорогах Белоруссии саперы, возглавляемые сержантом Барабановым.
4 августа 1944 года при форсировании реки Нарев в районе города Остроленка сержант Барабанов с 2 саперами одним из первых переплыл реку и закрепился на берегу. Отбивая контратаки, лично уничтожил свыше 10 противников. В критический момент боя воины вызвали огонь на себя. За этот бой был представлен к награждению орденом Славы 1-й степени.
4 декабря 1944 года при возвращении с боевого задания сержант Барабанов был тяжело
ранен. Товарищи вынесли его с поля боя и отправили в медсанбат. Ранение оказалось серьезным. Он почти полгода пролежал в госпитале.
Указом Президиума Верховного Совета СССР от 24 марта 1945 года за мужество, отвагу и бесстрашие, проявленные в боях с немецкими захватчиками, сержант Барабанов Пётр Михайлович награждён орденом Славы 1-й степени. Стал полным кавалером ордена Славы.
Но о высокой награде фронтовик тогда не узнал. В конце апреля 1945 года был демобилизован по ранению. Вернулся на родину в село Архангельское. Стал работать трактористом. Потом по состоянию здоровья перешел на другую работу — строил коровники, склады и другие колхозные помещения, был бригадиром на животноводческой ферме.
Только в 1957 году ветерану была вручена последняя боевая наград — орден Славы 1-й степени.
Последние годы жил в соседнем селе Чаадаевка того же района. Скончался 25 февраля 1997 года.
Награждён орденами Отечественной войны 1-й степени, Красной Звезды, Славы 3-х степеней, медалями, в том числе «За отвагу».